# Grand Prix de la Somme
Il Grand Prix de la Somme, in precedenza denominato Tour de la Somme, è una corsa in linea maschile di ciclismo su strada che si svolge nel dipartimento della Somme, in Francia, ogni anno nel mese di ottobre. Dal 2005 fa parte del circuito UCI Europe Tour, inizialmente come classe 2.2, poi 1.1 dal 2007.
Creato nel 1986 come corsa in linea, rimase riservato ai dilettanti fino al 1998. L'apeertura ai professionisti nel 1999 fu occasione per trasformare la prova in una corsa a tappe, che rimase tale fino al 2005, con un'eccezione nel 2002. Dal 2007 è tornata stabilmente ad essere organizzata come corsa in linea.

## Albo d'oro
Aggiornato all'edizione 2023.
| Anno | Vincitore                             | Secondo                               | Terzo                                 |
| ---- | ------------------------------------- | ------------------------------------- | ------------------------------------- |
| 1986 | Peter Gylling                         |                                       |                                       |
| 1987 | Olaf Lurvik                           |                                       |                                       |
| 1988 | Gérard Aviègne                        |                                       |                                       |
| 1989 | Jean-François Laffillé                |                                       |                                       |
| 1990 | Pascal Chanteur                       |                                       |                                       |
| 1991 | Hervé Boussard                        |                                       |                                       |
| 1992 | Philippe Gaumont                      |                                       |                                       |
| 1993 | Frédéric Pontier                      |                                       |                                       |
| 1994 | Jérôme Delbove                        |                                       |                                       |
| 1995 | Denis Dugouchet                       |                                       |                                       |
| 1996 | Ján Valach                            |                                       |                                       |
| 1997 | Martial Locatelli                     |                                       |                                       |
| 1998 | Jean-Michel Thilloy                   |                                       |                                       |
| 1999 | Bert Roesems                          | Christian Poos                        | Linas Balciunas                       |
| 2000 | Michael Rich                          | Noan Lelarge                          | Michel Vanhaecke                      |
| 2001 | Laurent Estadieu                      | Staf Scheirlinckx                     | Jurgen Guns                           |
| 2002 | Sergej Kruševskij                     | Pierre Bourquenoud                    | Ludovic Auger                         |
| 2003 | Frédéric Gabriel                      | Thomas Voeckler                       | Christophe Rinero                     |
| 2004 | Sergej Kruševskij                     | Andrei Ptchelkin                      | Frédéric Mille                        |
| 2005 | Erki Pütsep                           | David Le Lay                          | Mark Scanlon                          |
| 2006 | Romain Feillu                         | Dmitrij Kozončuk                      | Gabriel Rasch                         |
| 2007 | Christophe Riblon                     | Yoann Offredo                         | Martin Elmiger                        |
| 2008 | William Bonnet                        | Janek Tombak                          | Sébastien Turgot                      |
| 2009 | Jaŭhen Hutarovič                      | Anthony Ravard                        | Nadir Haddou                          |
| 2010 | Martin Elmiger                        | Michael Stevenson                     | Anthony Ravard                        |
| 2011 | Anthony Roux                          | Lloyd Mondory                         | Fabian Wegmann                        |
| 2012 | Evaldas Šiškevičius                   | Clement Koretzky                      | Mickaël Delage                        |
| 2013 | Preben Van Hecke                      | Jean-Luc Delpech                      | Nick van der Lijke                    |
| 2014 | Jaŭhen Hutarovič                      | Tom Van Asbroeck                      | Yannick Martinez                      |
| 2015 | Quentin Jauregui                      | Anthony Delaplace                     | Alo Jakin                             |
| 2016 | Daniel McLay                          | Nacer Bouhanni                        | Yannis Yssaad                         |
| 2017 | Adrien Petit                          | Rudy Barbier                          | Lorrenzo Manzin                       |
| 2018 | non disputata                         | non disputata                         | non disputata                         |
| 2019 | Lorrenzo Manzin                       | Romain Feillu                         | Pierre Barbier                        |
| 2020 | annullata per la Pandemia di COVID-19 | annullata per la Pandemia di COVID-19 | annullata per la Pandemia di COVID-19 |
| 2021 | Tom Mazzone                           | Jason Tesson                          | Gil D'heygere                         |
| 2022 | Rait Ärm                              | Alfred George                         | Aivaras Mikutis                       |
| 2023 | Bastien Pichon                        | Michiel Lambrecht                     | Axel Huens                            |
| 2024 | Corentin Devroute                     | Kévin Le Cunff                        | Nicolas Silliau                       |